# Osul sfenoid

Oasele craniului (în paranteză numele latin):
1. Osul frontal (Os frontale)
2. Osul parietal (Os parietale)
3. Osul nazal (Os nasale)
4. Osul etmoid (Os ethmoidale)
5. Osul lacrimal (Os lacrimale)
6. Osul sfenoid (Os sphenoidale)
7. Osul occipital (Os occipitale)
8. Osul temporal (Os temporale)
9. Osul zigomatic (Os zygomaticum)
10. Osul maxilar (Maxilla)
11. Mandibula (Mandibula)

Osul sfenoid (Os sphenoidale) sau sfenoidul este un os median și nepereche ce ia parte la formarea bazei craniului (cea mai mare parte a fosei craniene mijlocii), plafonului foselor nazale, plafonului și peretelui lateral ai orbitei, fisurilor orbitare superioară și inferioară, parțial fosele temporală și pterigopalatină. Are forma unui fluture cu aripile întinse sau unei viespi în zbor. Prezintă un corp și șase prelungiri - apofize: două din ele sunt aripile mari, alte două aripile mici, toate întinse lateral, iar două apofize sunt orientate în jos, procesele pterigoide, conține sinusul sfenoidal. Se articulează cu osul frontal, occipital, etmoid, temporal, parietal, vomer, palatin, zigomatic.

## Componentele

### Corpul
Corpul (Corpus) are o formă cubică, cu șase fețe.
1. Fața superioară, cerebrală sau endocraniană
Planul sau jugul sfenoidal (Jugum sphenoidale)
Șanțul prechiasmatic (Sulcus prechiasmatis) care leagă cele două canale optice
Șaua turcească (Sella turcica)
Fosa hipofizară (Fossa hypophysialis) adăpostește glanda hipofiză
Tuberculul șeii (Tuberculum sellae)
Spătarul șeii sau lama patrulateră (Dorsum sellae)
Apofizele sau procesele clinoide mijlocii (Processus clinoideus medius)
Apofizele sau procesele clinoide posterioare (Processus clinoideus posterior)
Clivusul (Clivus)
2. Fața inferioară sau faringiană
Creasta sfenoidală inferioară
Concha sau cornetul sfenoidului (Concha sphenoidalis)
3. Fața anterioară sau etmoido-nazală
Creasta sfenoidului (Crista sphenoidalis)
Ciocul sfenoidal (Rostrum sphenoidale)
Orificiile sinusurilor sfenoidale (Apertura sinus sphenoidalis)
4. Fața posterioară
Sincondroza sfeno-occipitală (Syncondrosis spheno-occipitalis)
5. Două fețe laterale
Șanțul carotidian (Sulcus caroticus)
Sinusul carotidian
Lingula sfenoidală (Lingula sphenoidalis) - apofiză ascuțită mică ce se proectează posterior și este situată între corpul și aripile mari ale osului sfenoid și formează extremitatea posterioară a marginii laterală a șanțului carotidian (Sulcus caroticus)

### Aripile mici
Aripile mici (Ala minor)
Fața superioară (endocraniană)
Fața inferioară (orbitară)
care delimitează cu aripile mari, Fisura orbitară superioară (Fissura orbitalis superior) prin care trece vena oftalmică și pătrund în orbită nervii oculomotor, trohlear, abducens și oftalmic.
Marginea anterioară- se articulează cu osul frontal
Marginea posterioară- medial formeaza 
Procesul clinoid anterior (Processus clinoideus anterior)
Baza aripii mici
Canalul optic (Canalis opticus) prin care trece nervul optic și artera oftalmică.

### Aripile mari
Aripile mari (Ala major) prezintă o bază, un vârf, 5 fețe și 6 margini
1. Baza aripilor mari sau rădăcina aripilor mari este lată și aderă, în parte, de suprafața laterală a corpului osului sfenoid, iar în rest este liberă. Ea este străbătută de trei orificii (gaura rotundă, gaura ovală și gaura spinoasă) și două orificii inconstante (gaura venoasă Vesalius și gaura pietroasă).
- Gaura rotundă (Foramen rotundum) un orificiu situat la baza craniului ce străbătute baza aripilor mari ale sfenoidului. Gaura rotundă asigură comunicarea cavității craniene cu fosa pterigopalatină; prin ea trece nervul maxilar (nervus maxillaris)
- Gaura ovală (Foramen ovale) este un orificiu larg situat la baza craniului ce străbătute baza aripilor mari ale sfenoidului, posterior de gaura rotundă. Gaura ovală asigură comunicarea cavității craniene cu fosa infratemporală; prin ea trece nervul mandibular și artera meningeană mică.
- Gaura spinoasă (Foramen spinosum) este un orificiu la baza craniului ce străbătute baza aripilor mari ale sfenoidului lângă unghiul său posterior, posterior de gaura ovală. Prin gaura spinoasă trec artera meningiană mijlocie, vena meningiană mijlocie și nervul spinos.
- Gaura venoasă Vesalius (Foramen venosum) este un orificiu mic, inconstant situat pe baza aripilor mari ale sfenoidului, medial și anterior de gaura ovală. Prin gaura venoasă Vesalius trece o venă emisare din sinusul cavernos.
- Gaura pietroasă (Foramen petrosum) sau gaura lui Arnold este un orificiu inconstant situat pe baza aripilor mari ale sfenoidului, medial de gaura spinoasă. Prin gaura pietroasă trece nervul pietros mic.
2. Vârful aripilor mari sau unghiul parietal este îndreptat lateral și se articulează cu osul parietal.
3. Fețele aripilor mari în număr de cinci grupate astfel: față endocraniană (fața cerebrală) și  fețele exocraniene:  fața anterioară formată din: fața orbitară și fața maxilară și fața externă despărțită de o creastă antero-posterioară (Crista infratemporalis)  în fața temporală și fața infratemporală.
a) Fața cerebrală (Facies cerebralis) este singura față endocraniană. Este concavă, orizontală înapoi și ridicată înainte. Are o  suprafață undulară pe care se află șanțurile arteriale, impresiunile digitiforme și proeminențele cerebrale. Contribuie la formarea părții anterioare a fosei craniale mijlocii.
- Șanțuri arteriale (Sulci arteriosi)
- Impresiuni digitiforme (Impressiones digitatae)
- Proeminențe cerebrale (Juga cerebralia)
b) Fața orbitară (Facies orbitalis)
c) Fața temporală (Facies temporalis)
d) Fața infratemporală (Facies infratemporalis)
Creasta infratemporală (Crista infratemporalis)
Șanțul tubei auditive  [Sulcus tubae auditoriae (auditive)].
e) Fața maxilară (Facies maxillaris)
Participă la formarea fosei pterigopalatine
4. Marginile aripilor mari
a) Marginile endocraniene
Marginea frontală (Margo frontalis)
Delimitează împreună cu aripile mici fisura orbitară superioară
Marginea solzoasă (Margo squamosus)
Marginea pietroasă
Delimitează împreună cu stânca temporalului gaura ruptă
Spina sfenoidului (Spina ossis sphenoidalis) - proeminență posterioră ce coboară în jos de pe aripa mare a osului sfenoid, între marginea solzoasă și cea pietroasă a sfenoidului, postero-lateral de gaura spinoasă (Foramen spinosum). Pe spina sfenoidului se inserează ligamentul sfenomandibular (Ligamentum sphenomandibulare).
b) Marginile exocraniene
Marginea zigomatică (Margo zygomaticus)
Marginea parietală (Margo parietalis)
Marginea orbitară
Formează împreună cu maxila fisura orbitară inferioară

### Procesele pterigoide

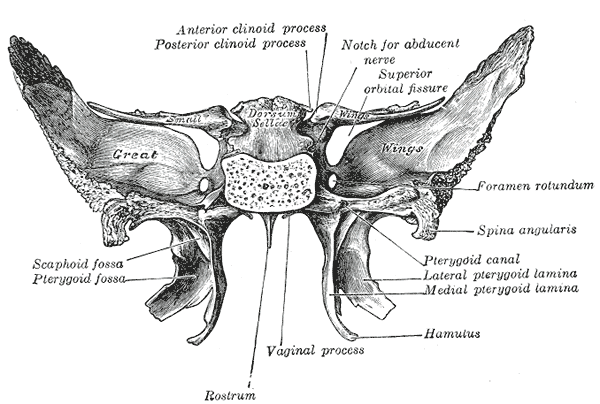
Desen a unei fose scafoide

Procesele pterigoide (Processus pterygoideus) formate din două lame 
1. Lama laterală [Lamina lateralis (processus pterygoidei)]

Procesul pterigospinos (Civinini) (Processus pterygospinosus)
Ligamentul pterigospinos (Ligamentul pterygospinale)
Orificiul pterigospinal (Foramen pterygospinale)
1. Lama medială [Lamina medialis (processus pterygoidei)][1].

Procesul vaginal (Processus vaginalis) - lamelă subțire și mică îndreptată medial ce se desprinde de la extremitatea superioară a lamei mediale a procesului pterigoid al osului sfenoidal, sub corpul sfenoidului. Procesul vaginal  se articulează cu aripile vomerului și procesul sfenoidal al osului palatin. Medial de el, se află șanțul vomerovaginal (Sulcus vomerovaginalis) care este transformat de aripile vomerului în canalul vomerovaginal (Canalis vomerovaginalis). Lateral de șanțul vomerovaginal, pe fața inferioară a procesului vaginal, se află șanțul palatovaginal (Sulcus palatovaginalis) care este transformat de procesul sfenoidal al osului palatin în canalul palatovaginal (Canalis palatovaginalis)
Șanțul vomerovaginal (Sulcus vomerovaginalis) - șanț situat medial de procesul vaginal  al osului sfenoid  (Processus vaginalis ossis sphenoidalis) care este transformat de aripile vomerului în canalul vomerovaginal (Canalis vomerovaginalis)
Canalul vomerovaginal (Canalis vomerovaginalis) - canal inconstant între procesul vaginal  al osului sfenoid și aripile vomerului , prin care merge o ramură a arterei sfenopalatine (Arteria sphenopalatina)
Șanțul palatovaginal (Sulcus palatovaginalis) - șanț situat lateral pe fața inferioară a procesului vaginal al osului sfenoidal, care este transformat de procesul sfenoidal al osului palatin aflat sub acest șanț în canalul palatovaginal (Canalis palatovaginalis), prin care trec nervul faringian (Nervus pharyngeus) din ganglionul pterigopalatin și ramurile faringiene ale arterei maxilare (Arteria maxillaris)
Canalul palatovaginal (Canalis palatovaginalis) - canal format de șanțul palatovaginal (Sulcus palatovaginalis) situat pe fața inferioară a procesului vaginal al osului sfenoid și un șanț aflat pe procesul sfenoidal al osului palatin. Prin canalul palatovaginal trec nervul faringian (Nervus pharyngeus) din ganglionul pterigopalatin și ramurile faringiene ale arterei maxilare (Arteria maxillaris)
Cârligul pterigoidian (Hamulus pterygoideus) - cârlig ce se curbează lateral, situat la extremitatea inferioară a lamei medială a procesului pterigoid pe care se găsește șanțul cârligului (Sulcus hamuli pterygoidei) ce servește ca scripete (trohlee) pentru tendonul  mușchiului tensor al vălului palatului (Musculus tensor veli palatini)
Șanțul cârligului (Sulcus hamuli pterygoidei) - șanț situat lateral la baza cârligului pterigoidian și servește ca scripete (trohlee) pentru tendonul  mușchiului tensor al vălului palatului (Musculus tensor veli palatini)
Fosa scafoidă (Fossa scaphoidea) - numită și foseta scafoidă a osului sfenoid, fosa naviculară Cruveilhier este o depresiune longitudinală situată pe fața posterioară a porțiunii superioare (rădăcinii) a lamei mediale a procesului pterigoid. Pe fosa scafoidă se inseră fasciculul sfenoidal al mușchiul  tensor al vălului palatului (Musculus tensor veli palatini)
Sulcus tubae auditivae
3. Porțiunea comună a lamei laterale și mediale
Participă la formarea fosei pterigopalatine
Șanțul pterigopalatin (Sulcus pterygopalatinus)
Canalul pterigoidian sau canalul vidian (Canalis pterygoideus)
Canalul palatin mare (Canalis palatinus major)
Fosa pterigoidă (Fossa pterygoidea) - depresiune adâncă între cele două lame (laterală și medială) a procesului pterigoid a osului sfenoid, formată prin distanțarea posterioară a acestor lame. În aceată fosă se inseră mușchiul pterigoidian medial (Musculus pterygoideus medialis)
Incizura pterigoidiană (Incisura pterygoidea)

### Conformația interioară
Sinusul sfenoidal (Sinus sphenoidalis).

## Articulații

Oasele craniului (în paranteză numele latin):
1. Os frontal (Os frontale)
2. Osul parietal (Os parietale)
3. Os nazal (Os nasale)
4. Os etmoid (Os ethmoidale)
5. Os lacrimal (Os lacrimale)
6. Os sfenoid (Os sphenoidale)
7. Os occipital (Os occipitale)
8. Osul temporal (Os temporale)
9. Os zigomatic (Os zygomaticum)
10. Os maxilar (Maxilla)
11. Mandibula (Mandibula)

Osul sfenoid se articulează cu: 
- osul frontal
- osul occipital
- osul etmoid
- osul temporal
- osul parietal
- vomer
- osul palatin
- osul zigomatic